# Linux Professional Institute
Das Linux Professional Institute (LPI) ist eine gemeinnützige Organisation, die am 25. Oktober 1999 in Kanada gegründet wurde und sich auf Zertifizierungen für Linux, BSD und auf Open-Source-Software basierende Technologien konzentriert

## Aufbau
Das Unternehmen bietet seine Prüfungen in zahlreichen Ländern und Sprachen an. Diese Prüfungen bestehen hauptsächlich aus Multiple-Choice-Fragen mit einigen schriftlichen Antworten. Sie werden entweder mit einem computergestützten System oder mit einer Prüfung auf Papier abgelegt.
Die Organisation ermöglicht die Beteiligung der Gemeinschaft an der Erstellung und Aktualisierung der Prüfungen. Personen, die nicht mit dem Unternehmen verbunden sind, können das Wiki zur Entwicklung von Prüfungszielen oder die Mailingliste zur Prüfungsentwicklung nutzen, um sich an der Erstellung neuer und der Aktualisierung bestehender Prüfungen zu beteiligen. Die Prüfungen sollen verteilungsneutral sein und nicht eine bestimmte Verteilung der Familie betonen.
Es gibt zwei Möglichkeiten, LPI-Prüfungen abzulegen:
Über das Prüfungszentrum von Pearson VUE, wo die Prüfungen computergestützt abgenommen werden. Thomson Prometric nimmt seit einiger Zeit keine LPI-Prüfungen mehr ab.
Bei Veranstaltungen wie Messen und Kongressen (Cebit, LinuxTag, Chemnitzer Linux-Tage, …), wo das LPI zu vergünstigten Preisen Prüfungen auf Papier anbietet. Wenn man eine hinreichende Anzahl von Kandidaten mobilisiert, organisiert das LPI auch zu anderen Gelegenheiten Papierprüfungen.
Die meisten Prüfungen stehen nicht nur in Englisch, sondern auch in anderen Sprachen (Deutsch, Japanisch, Chinesisch, Französisch, Portugiesisch, Spanisch) zur Verfügung.
Das LPI macht keine Vorschriften darüber, wie man sich auf die Prüfungen vorbereitet (Pflichtkurse, offizielle Lernmaterialien, …), sondern beschränkt sich darauf, für jede Prüfung „Prüfungsziele“ (objectives) zu nennen und deren Inhalte kurz zusammenzufassen. Das „LPI-ATM“-Programm („LPI Approved Training Materials“) war dafür gedacht, Lernmaterialien auf Vollständigkeit im Sinne der Prüfungsziele und didaktischen Sinn hin zu zertifizieren, wurde aber 2009 weltweit abgekündigt; es ist den regionalen Organisationen des LPI freigestellt, das Programm weiterzuführen. Zur Vorbereitung auf LPI-Prüfungen gibt es außer LPI-ATM-zertifizierten Lernmaterialien Bücher im Buchhandel, kostenlos oder frei verfügbares Studienmaterial aus dem Internet, und natürlich die klassischen Linux-Howtos und -Manuals, die Bestandteil der meisten Linux-Distributionen sind.
Das LPI hat weltweit mehr als 700.000 [BS1] Zertifizierungsprüfungen ausgeliefert und über 200.000 Zertifikate ausgestellt.[2] Die Diskrepanz ergibt sich einerseits aus dem Umstand, dass für die meisten Zertifikate zwei Prüfungen notwendig sind, und andererseits daraus, dass nicht jeder Kandidat tatsächlich jede Prüfung besteht. Genauere Daten (etwa darüber, wie die 200.000 [BS2] Zertifikate sich auf die Ebenen LPIC-1, LPIC-2 und LPIC-3 verteilen) veröffentlicht das LPI nicht.

## Gültigkeitsdauer
LPIC-Zertifikate sind prinzipiell unbegrenzt gültig; allerdings legt das LPI Zertifikatsinhabern „dringend nahe“, sich spätestens alle 5 Jahre zu rezertifizieren (und unterfüttert das damit, den Status von existierenden Zertifikaten 5 Jahre nach dem Erwerb auf inaktiv zu setzen). Ursprünglich sollte gar keine Rezertifizierung verlangt werden; der Sinneswandel des LPI beruhte darauf, dass es eine Akkreditierung bei der National Organization for Competency Assurance (NOCA), einer Qualitätssicherungs-Organisation für Zertifikatsanbieter, erreichen wollte. Zu den Voraussetzungen einer solchen Akkreditierung gehört ein Rezertifizierungs-Mechanismus. Für eine Weile galt eine Rezertifizierungsfrist von 10 Jahren. Eine Rezertifizierung erreicht man entweder durch das erneute Ablegen der für das Zertifikat ursprünglich erforderlichen Prüfungen oder durch das Ablegen der Prüfungen für ein höherwertiges LPIC-Zertifikat, in welchem Fall die 5 Jahre auch für die niedrigeren Zertifikate neu gestartet werden. Über eine spezielle geraffte Rezertifizierungsprüfung wurde beim LPI nachgedacht, aber aktuell ist das kein Thema mehr. Das heißt konkret, jemand, der am 2. September 2004 die Prüfung LPI101 abgelegt hat und am 1. März 2005 LPI102, bekommt ein LPIC-1-Zertifikat, das bis zum 1. März 2010 rezertifiziert werden sollte. Dazu kann er entweder die LPI101- und -102-Prüfungen neu ablegen oder aber LPIC-2 in Angriff nehmen; bekommt er etwa am 1. April 2008 ein LPIC-2-Zertifikat ausgestellt, dann bleiben sowohl sein LPIC-1- als auch sein LPIC-2-Zertifikat bis zum 31. März 2013 aktiv. Das LPI verspricht, die Inhalte der Prüfungsziele der einzelnen Prüfungen in einem 2,5-Jahres-Turnus zu überarbeiten, und empfiehlt eine Rezertifizierung im selben Abstand.
Etwas komplizierter ist die Rezertifizierung auf der LPIC-3-Ebene. Hier gilt, dass das eigentliche LPIC-3-Zertifikat (das man durch Bestehen der Prüfung LPI-301 erwirbt) entweder durch erneutes Ablegen von LPI-301 oder durch das Ablegen einer beliebigen Spezialisierungsprüfung (LPI-302 bis LPI-306) rezertifiziert wird. Spezialisierungsprüfungen kann man derzeit aber nur rezertifizieren, indem man die betreffende Prüfung wiederholt.

## Sponsoren
Die größten Sponsoren sind IBM, Bradford Learning, Linux-Magazin, Linuxcare, Maxspeed, SGI, Turbolinux, Novell, Hewlett-Packard, Linux Journal und Wave Technologies.

## Ablauf der Prüfung
Die Reihenfolge der beiden Prüfungen (x01 und x02, siehe unten) ist beliebig. Die Prüfungen werden an einem PC in einem – entweder von einer Person oder einer Kamera – überwachten Raum vorgenommen. Es existiert eine kleine Anzahl unterschiedlicher Fragenkataloge, die jeweils aus einem großen Vorrat von Fragen so ausgewählt wurden, dass gewisse psychometrische Bedingungen erfüllt sind (sie werden auch hin und wieder neu zusammengestellt, um den Nutzen veröffentlichter Gedächtnisprotokolle (brain dumps) zu reduzieren). Der Prüfling bekommt einen dieser Fragenkataloge vorgelegt, wobei die Reihenfolge der Fragen beliebig sein kann. Es ist gestattet, Fragen zu überspringen oder bereits gegebene Antworten innerhalb der Prüfungszeitspanne zu korrigieren. Das Bestehen oder Nichtbestehen wird nebst der erreichten Punktzahl unmittelbar nach Beendigung der Prüfung auf dem Bildschirm angezeigt. Das Prüfungszentrum gibt nach Abschluss der Prüfung einen Ausdruck des Prüfungszeugnisses über Gesamtergebnis und Abschneiden in den jeweiligen Themenbereichen aus.
Alternativ hierzu werden auf Messen und anderen Veranstaltungen Prüfungen angeboten, bei denen die zu prüfende Person einen ausgedruckten Fragenkatalog erhält, auf dem die eigenen Antworten kenntlich zu machen sind. Diese Antwortbögen werden vom LPI zentral ausgewertet. Bis zum Erhalt der Prüfungsergebnisse kann es hierbei mehrere Wochen dauern.
Das Zertifikat (inklusive einer kreditkartengroßen Zertifikatskarte) wird nach Erreichen der Mindestpunktzahl bei beiden Prüfungen durch den LPI-Hauptsitz in Cobourg, Ontario, Kanada verschickt.
Im Falle des Nichtbestehens der Prüfung kann diese nach frühestens einer Woche wiederholt werden. Ab dem zweiten Nichterreichen der Mindestpunktzahl ist 30 Tage auf einen Wiederantritt zu warten.

## Neue Prüfungsinhalte
Seit dem 1. Februar 2015 gibt es für die LPIC-1 Prüfungen neue Inhalte in der Version 4.0. Der bisherige Stoff wurde um weitere Inhalte ergänzt und Bestehendes aktualisiert. Am 29. Oktober 2018 wurde die Version 5.0 eingeführt. Dabei wurde neu das Thema Virtualisierung eingeführt sowie veraltete Inhalte aktualisiert oder gestrichen. Es gibt eine Übergangsfrist für Prüflinge die weiterhin an Prüfungen der vorherigen Version teilnehmen wollen.
Die nächsten Änderungen werden LPIC-2 und LPIC-3 betreffen. Die neuen Fragen sind für die LPIC-2 Prüfungen ab dem 1. November 2013 sowie für LPIC-3 ab dem 1. Oktober 2013 gültig.

## Zertifikat „Linux Essentials“
Seit Juni 2012 wird vom Linux Professional Institute ein zusätzliches Zertifizierungsprogramm „Linux Essentials“ angeboten, welches sich primär an Schulen und Jugendliche richtet und als Einstieg in die Open-Source-Welt dienen soll. Die Prüfung umfasst Fragen zur Linux- und Open-Source-Community, gängige Distributionen, wichtige Open-Source-Anwendungen und deren Nutzung, Lizenzen, Arbeiten mit Desktop und Kommandozeile, einfache Scripts in Scriptsprachen wie Bash, Perl und Python sowie Fragen zur Sicherheit und zu Dateiberechtigungen. Die detaillierten aktuellen Lernziele sind im Wiki der Organisation zu finden.

### Prüfung
Anzahl der Fragen: 40
Dauer: 60
Die Linux-Gemeinschaft und eine Karriere im Bereich Open Source
Die Entwicklung von Linux und beliebte Betriebssysteme
Wichtige Open-Source-Anwendungen
Open-Source-Software und Lizenzierung
ICT-Fähigkeiten und Arbeiten mit Linux
Sich auf einem Linux-System zurechtfinden
Grundlagen der Befehlszeile
Hilfe über die Befehlszeile bekommen
Verwenden von Verzeichnissen und Auflisten von Dateien
Erstellen, Verschieben und Löschen von Dateien

Die Macht der Befehlszeile
Dateien auf der Befehlszeile archivieren
Suchen und Extrahieren von Daten aus Dateien
Befehle in ein Skript umwandeln

Das Linux-Betriebssystem
Auswahl eines Betriebssystems
Verstehen der Computer-Hardware
Wo die Daten gespeichert werden
Ihr Computer im Netzwerk

Sicherheit und Dateiberechtigungen
Grundlegende Sicherheit und Identifizierung von Benutzertypen
Benutzer und Gruppen erstellen
Verwalten von Dateiberechtigungen und -eigentum
Spezielle Verzeichnisse und Dateien
Lektion

## Zertifikat „Web Development Essentials“
Das Linux Professional Institute Web Development Essentials Programm soll bei  ersten Schritten im Bereich der  Softwareentwicklung unterstützen. Im Rahmen der Zertifizierung werden einfache Schritte der Webentwicklung behandelt.

### Prüfung
Anzahl der Fragen: 40
Dauer: 60 Minuten

Softwareentwicklung und Webtechnologien
HTML-Dokument-Auszeichnung
CSS-Inhaltsgestaltung
JavaScript-Programmierung
Node.js Server-Programmierung[BS1]

## Zertifizierung „Institute BSD Specialist“
Das Zusatzzertifikat des BSD Specialist  konzentriert sich auf die praktischen Fähigkeiten, die für die erfolgreiche Arbeit in einer FreeBSD-, NetBSD- oder OpenBSD-Umgebung erforderlich sind, und prüft die Kenntnisse und Fähigkeiten, die für die Verwaltung von BSD-Betriebssystemen.[BS1]

## Zertifizierung „DevOps Tools Engineer“
Vom Linux Professional Institute wird ebenfalls ein Zusatzzertifikat für DevOps angeboten. Inhalt sind Containerverwaltung, Kontinuierliche Integration und Versionsverwaltung. Es gibt nur eine Prüfung.

### Prüfung
Anzahl der Fragen: 60

Dauer: 90 Minuten
Softwareentwicklung
Moderne Softwareentwicklung
Standardkomponenten und -plattformen
Quellcodeverwaltung
CI / CD
Containerverwaltung
Nutzung von Containern
Containerorchestrierung
Containerinfrastruktur
Betreiben von Software
Monitoring
Logverwaltung und -analyse

## Zertifizierung LPIC-1
Um dieses Zertifikat zu erhalten, müssen die Prüfungen 101 und 102 bestanden werden. LPIC-1 bescheinigt die Fähigkeit, Wartungsarbeiten mit der Kommandozeile durchführen zu können, einen Computer unter Linux zu installieren und zu konfigurieren und grundlegende Netzwerkfunktionen zu konfigurieren. Diese Prüfungen gibt es auf Englisch, Japanisch, Portugiesisch, Chinesisch, Italienisch, Französisch und Deutsch. Man hat für die Prüfungen jeweils 90 Minuten Zeit.

### Prüfung 101
Anzahl der Fragen: 60

Dauer: 90 min

Mindestpunktzahl: 500 (von insgesamt 800)
Systemarchitektur
Hardwareeinstellungen festlegen
Bootvorgang
Verändern eines Runlevels, herunterfahren und neustarten
Linux Installation und Paket-Management
Situationsabhängige Aufteilung einer Festplatte
Boot-Manager installieren
Gemeinsam genutzte Bibliotheken (shared libraries)
Umgang mit der Debian-Paketverwaltung
Umgang mit dem RPM und YUM
GNU- und Unix-Befehle
Arbeiten auf der Kommandozeile
Anwenden von Filtern auf Textströme
Grundlegendes Arbeiten mit Dateien
Streams, Pipes, Umleitungen
Prozessmanagement
Prozessprioritäten
Texte mit regulären Ausdrücken durchsuchen und modifizieren
Grundlegendes Arbeiten mit dem Editor Vi
Laufwerke, Dateisysteme, Verzeichnisstruktur und Filesystem Hierarchy Standard (FHS)
Partitionierung
Überprüfen der Integrität, überwachen von Inodes, einfache Reparaturen eines Dateisystems
Dateisysteme ein- und aushängen
Quotas verwalten
Dateirechte
Hard- und Softlinks
Systemdateien und Anwendungen finden und konform zum FHS ablegen

### Prüfung 102
Anzahl der Fragen: 60

Dauer: 90 min

Mindestpunktzahl: 500 (von insgesamt 800)
Shell, Skripten und SQL
Anpassen einer Shellumgebung
Vorhandene Shellskripte anpassen oder neue schreiben
Durchsuchen sowie ändern von Daten in einer Datenbank
Benutzerinterface und Desktop
Installieren und Einstellen des X-Servers.
Display-Manager einrichten
Barrierefreiheit
Administrative Aufgaben
Benutzer und Gruppen anlegen, entfernen, sperren und ändern
Automatisierte, zeitgesteuerte Systemadministrationsaufgaben
Systemsprache, Tastaturlayout, Zeitzonen
Wichtige Systemdienste
Systemzeit
Systemlogging
Grundlegende Aufgaben eines Mail Transfer Agenten (MTA)
Verwalten von Druckern
Netzwerkgrundlagen
Internet-Protokoll, Netzmasken, Routen
Netzwerkkonfigurationen
Erkennen und beheben von Netzwerkproblemen
Ansprechen eines DNS-Servers
Sicherheit
Wissen, welche Systemkonfigurationen zur Sicherheit beitragen
Systemsicherheit
Datenverschlüsselung

## Zertifizierung LPIC-2
LPIC-2 bescheinigt die Fähigkeit, kleine bis mittelgroße gemischte Netzwerke zu verwalten, Assistenten zu beaufsichtigen und das obere Management zu beraten.
Voraussetzung ist, dass der Kandidat eine aktive LPIC-1-Zertifizierung hat, um die LPIC-2-Zertifizierung zu erhalten, aber die LPIC-1- und LPIC-2-Prüfungen können in beliebiger Reihenfolge abgelegt werden
Um dieses Zertifikat zu erhalten, müssen die Prüfungen 201 und 202 bestanden werden. Diese Prüfungen gibt es auf Englisch, Japanisch und Deutsch.
Man hat für die Prüfungen jeweils 90 Minuten Zeit. Wenn Pilotfragen gestellt werden, die nicht mit in die Bewertung der Prüfung einfließen, stehen 120 Minuten Zeit zur Verfügung.

### Prüfung 201
Anzahl der Fragen: 60

Mindestpunktzahl: 500 (von insgesamt 800)

Themen:
- Kapazitätsplanung
- Kernel
- Systemstart
- Dateisystem
- Erweiterte Administration von Storage-Devices
- Netzwerkkonfiguration
- DNS
- System-Wartung

### Prüfung 202
Anzahl der Fragen: 60

Mindestpunktzahl: 500 (von insgesamt 800)

Themen:
- Webdienste
- Freigabe von Dateien
- Verwaltung von Netzwerk-Clients
- E-Mail-Dienste
- Systemsicherheit
- Systemprobleme lösen

## Zertifizierung LPIC-3
Seit Oktober 2013 ist die Zertifizierung nicht mehr in eine Core- und eine Spezialisierungsprüfung aufgeteilt, sondern das Zertifikat wird durch Bestehen einer Prüfung erreicht. Dazu wurde eine neue Prüfung 300 („Mixed Environments“) kreiert, die sowohl 301 als auch 302 ersetzt. Die anderen Spezialisierungen (zurzeit 303 und 304) führen alleine zum LPIC-3 Zertifikat.

### Prüfung LPI-3 („Mixed Environments“)
Die Prüfung LPI-300 befasst sich vor allem mit Samba und der Integration von Linux- und Windows-Systemen. Ersetzt seit Oktober 2013 die Prüfungen 301 und 302

### Prüfung LPI-3 („Security“)
Die Prüfung LPI-303 umfasst die Themen Kryptografie, Zugriffskontrolle (ACLs, SELinux, andere MAC-Systeme), Anwendungssicherheit (DNS, Apache, FTP, OpenSSH, …), Betriebs- und Netzwerksicherheit. Das Bestehen dieser Prüfung führt zur Spezialisierung „LPI-303: Security“.

### Prüfung LPI-3 („Virtualization and Containerization“)
Diese Prüfung ist der Nachfolger von der LPI-304.

### Prüfung LPI-3 („High Availability and Storage Clusters“)
Diese Prüfung ist der Nachfolger von der LPI-304.